# Авелов, Александр Михайлович
Александр Михайлович Авелов (21 августа 2000, Нюрбинский район, Якутия) — российский борец вольного стиля, призёр чемпионата России. Мастер спорта России.

## Спортивная карьера
Уроженец Нюрбинского улуса. В июле 2017 года стал победителем на Всемирных играх школьников в Индии. В августе 2019 года в Минске участвовал на Международный турнире на призы Александра Медведя. 29 апреля 2022 года в Брянске завоевал бронзовую медаль на Всероссийском турнир РФСО «Локомотив». 17 мая 2022 года в подмосковном Солнечногорске вышел в финал Всероссийского студенческого турнира, в котором уступил Кежику Седену из Тывы. В середине июля 2022 года в Грозном стал бронзовым призёром на Всероссийской летней Универсиаде. 28 сентября 2022 года на Первенстве России U23 в Ханты-Мансийске в квалификации уступил Алихану Исаеву из Санкт-Петербурга. В декабре 2022 года в якутском селе Намцы, победив в финале дагестанца Саида Хункерова, одержал победу на Всероссийском турнире на призы Петра Юмшанова. 8 мая 2023 года в станице Преградная Карачаево-Черкесии, в финале всероссийских соревнований среди студентов памяти Канамат Боташева проиграл Магомедамину Бекбулатову из Дагестана. В августе 2023 года в Екатеринбурге на Международном фестивале университетского спорта дошёл до финала, в котором проиграл Бекболоту Мырзаназар уулу из Кыргызстана. В сентябре 2023 года в Якутске на Международном турнире памяти Дмитрия Коркина в малом финале проиграл Динисламу Тахтарову из Дагестана. В середине октября 2023 года в Якутске в финале Всероссийского турнир памяти Александра Крылова проиграл Кежику Монгушу из Иркутской области. В конце ноября 2023 года в Минске, победив в финале Магомеда Себединова, стал победителем Международного турнира на призы Александра Медведя. 13 апреля 2024 года в Улан-Удэ в финале Международного турнира «Байкал Опен» проиграл Фёдору Балтуеву из Бурятии. 4 июня 2024 года ему было присвоено звание мастер спорта России. В середине октября 2024 года в Якутске, победив в финале Тувшинтулгу Туменбилега из Монголии, победил на Международном турнире памяти Дмитрия Коркина. В конце января 2025 года победив в схватке за 3 место Имама Умарова из Дагестана, завоевал бронзовую медаль на Кубке памяти Ивана Ярыгина. 28 июня 2025 года на чемпионате России в Москве, в схватке за 3 место он одолел Халида Магомедова из Дагестана, став обладателем бронзовой награды.

## Спортивные результаты
- Международный фестиваль университетского спорта 2023 — ;
- Чемпионат России по вольной борьбе 2025 — ;
- Кубок памяти Ивана Ярыгина 2025 — ;